# Tylomyini
Tylomyini là một tông động phận gồm các loài chuột Tân Thế giới trong phân họ Tylomyinae. 

## Phân loại
Tông Tylomyini
- Chi Tylomys
  - Tylomys bullaris
  - Tylomys fulviventer
  - Tylomys mirae
  - Tylomys nudicaudus
  - Tylomys panamensis
  - Tylomys tumbalensis
  - Tylomys watsoni
- Chi Ototylomys
  - Ototylomys phyllotis